# De Cock en moord in triplo
De Cock en moord in triplo  is het zesenzestigste deel van de De Cock-serie.

## Verhaal
In een discussie tussen de rechercheurs De Cock en Vledder over het gebruik van de computer, roemt de grijze rechercheur de aloude Goudse pijp. Een knappe vrouw van middelbare leeftijd komt natgeregend de recherchekamer binnendruppelen. Het is Arendje van Nijmegen, getrouwd met Richard van der Vaart. Maar Richard is nu voor het eerst in hun 20-jarige huwelijk al een week zoek. Arendje is ervan overtuigd dat hij is overleden. Sinds hij met zijn buurman Herman Gorredijk is gaan tennissen wordt hij vermist. Tijdens hun wedstrijd voelde hij zich niet lekker en zei in zijn Peugeot 407 naar huis te zullen rijden. Nadat Arendje vertrokken is, legt De Cock uit waarom hij vermissingen van volwassenen lastig vindt. Vaak steekt er een existentiële onvrede achter. De volwassene kiest voor een radicale vlucht en de vraag is of zoiets recherchewerk is. Met een knipoog vraagt De Cock aan Vledder om het kenteken van de Peugeot 407 via zijn computer op de telex te zetten. Maar dan ligt er al een lijk van een man klaar in de Haarlemmer Houttuinen 711.
Op de plaats delict vinden ze een naakte man in een badjas, geveld door een nekschot. De badjas is van de bewoonster, met wie hij 7 dagen samen heeft doorgebracht. Dick Vledder herkent hem vanaf de door Arendje verschafte foto als Richard van der Vaart. Lijkschouwer dokter Den Koninghe schat dat de dood maximaal 1 uur geleden is ingetreden. De Cock laat de bewoonster, Greetje van Loenen, naar het politiebureau aan de Warmoesstraat brengen. Greetje heeft Richard opgepikt in een cafeetje aan de Haarlemmerdijk. De bedoeling was voor één nacht, maar hij wilde niet meer weg. Vanavond was de whisky op en Greetje ging een fles halen met een briefje van 50 euro. Maar omdat de winkels dicht waren kwam ze in haar stamcafé en kwam pas een uur later terug op wat toen een plaats delict was geworden. Het enige wat ze van de dode man weet is dat hij Harry genoemd wilde worden en bij zijn vrouw was weggelopen. Verder wilde hij per se niet dat ene Herman Gorredijk zijn zaak zou overnemen. De Cock besluit dat Dick Vledder haar alibi in het café aan de Haarlemmerstraat moet controleren. Dick Vledder komt terug met geruststellende informatie. Haar verhaal klopt en de kastelein heeft wel iets van Smalle Lowietje en heet Kees Haverkamp. De Cock laat Greetje gaan, hoewel Dick Vledder een heel geslepen scenario ontvouwt. Moord plegen en het café in voor je alibi en het verdonkeremanen van het moordwapen. De Cock besluit uit voorzorg bij Greetje dan eerst ook nog maar een ‘schiethand’ te laten afnemen, om later in de rechtszaal een slimme advocaat voor te zijn.
De volgende morgen gaan de rechercheurs de weduwe op de hoogte brengen van de voldongen feiten. Ze gaan naar de Nieuwendijk en treffen op nummer 750 een winkel aan met daarboven een woonhuis. In de rommelige winkel voor huishoudelijke artikelen worden ze te woord gestaan door de 57-jarige Barbara Spaargaren, die daar al meer dan dertig jaar werkt. Ze vertelt dat Arendje de zaak had geërfd, toen ze voor de eerste keer weduwe werd. Ze vond in Richard een sukkel, die wel de winkel kon bestieren en trouwde met hem. Barbara beschuldigt Arendje van de moord en geeft ook af op buurman Herman Gorredijk, die de zaak wil overnemen. Arendje en Herman zouden best heimelijk een relatie kunnen hebben. Maar Arendje is er vandaag niet om de rechercheurs te woord te staan. Buurman Herman Gorredijk heeft zijn winkel tijdelijk gesloten, maar de twee rechercheurs treffen hem al wachtend aan voor hun recherchekamer aan de Warmoesstraat. Hij heeft inderdaad met hem getennist. Richard was zover hij weet een actieve hoerenloper. Als mogelijke moordenaar noemt hij Eric van Groesbeek, een opgewonden jonge man, die smoorverliefd is op de bijna 15 jaar oudere Arendje. Eric had haar 3 maanden gegeven om te scheiden en die waren gisteren verstreken. Terwijl Dick Vledder naar de sectie gaat, steekt De Cock zijn licht op bij kroegbaas Kees Haverkamp. Laatstgenoemde vestigt de aandacht op een 17-jarige zoon van Greetje, Kareltje, die niet wil deugen. Terug op het bureau krijgen ze te horen per telefoon dat de Peugeot 407 uit het Amsterdam-Rijnkanaal is opgevist.
Bij terugkeer aan de Warmoesstraat zit Arendje van Nijmegen op de twee rechercheurs te wachten. Ze verschaft Eric van Groesbeek een alibi voor de moord. Zij was bij hem thuis op de Middenweg 1310 en ze overhandigt De Cock de huissleutel. De twee rechercheurs vinden het na een bizar verhoor tijd voor Smalle Lowietje. De caféhouder heeft nuttige informatie over Kareltje; een vervelende crimineel maar nog net geen moordenaar. Eric van Groesbeek is gevaarlijker want hij regelt liquidaties. Terugwandelend van het etablissement worden ze staande gehouden door Gerard van der Veer, die de grijze rechercheur slechts kent van de boeken van Baantjer. Hij is de zoon van Charles, die met Arendje was getrouwd. Hij legt de rechercheurs uit dat in de winkel van Gerard eerst Arendje kwam werken, toen Barbara en later Richard. Nu Arendje Barbara heeft ontslagen, staat hij op zijn rechten. De zaak aan de Nieuwmarkt is door zijn vader Charles aan Gerard nagelaten en niet aan zijn weduwe. Als tegenmaatregel draagt hij het beheer van de zaak nu op aan de zojuist ontslagen Barbara.
De volgende ochtend besluit De Cock met zijn wetenschap over liquidatiemoorden naar chef Buitendam te stappen. Na ampele discussie krijgt commissaris Buitendam opdracht met zijn collega Richard van Wageningen contact op te nemen. Richard is teamleider in de zaak van de liquidatiemoorden. Het gaat om een anonieme tip dat ene Erik van Groesbeek opdrachten voor het uitvoeren van liquidatiemoorden accepteert. Vlak erna meldt deze Erik zich bij de rechercheurs Vledder en De Cock. Hij slaat een belachelijk figuur en verlaat woedend de recherchekamer. De Cock besluit vervolgens zich te gaan oriënteren aan het Amsterdam-Rijnkanaal. Hoe kwam Richard daarvandaan weg zonder automobiel? Het onderzoek aldaar levert geen nieuwe aanwijzingen op.
Terug aan het politiebureau zit Arendje te wachten met bebloede handen. Ze ging haar stiefzoon opzoeken, Spuistraat 1213. Na haar relaas stuurt De Cock Dick Vledder naar de plaats delict. Hij moet de meute waarschuwen en wachten totdat de grijze rechercheur zelf komt. Na een pittig verhoor van Arendje wandelt De Cock naar de Spuistraat. Lijkschouwer dokter Den Koninghe constateert een dubbel nekschot en een man die nog geen uur dood is. Ter plaatse meldt zich een beveiliger Karel de Graaf, die even weg is geweest. Charles had hem twee biljetten van 50 euro gegeven om een bioscoopje te pakken omdat hij vrouwelijk bezoek verwachtte. De Cock confronteert hem met de moord op zijn opdrachtgever maar omdat Karel een fatsoenlijke vent lijkt laat hij hem gaan. Charles had volgens Karel angst voor een liquidatie. Niet duidelijk wordt of dat met zijn juwelenhandel heeft te maken. De Cock vindt Eric van Groesbeek duidelijk in beeld blijven. Barbara Spaargaren meldt zich en heeft nieuws. Afgelopen middag heeft Gerard haar bij de notaris het eigendom van de winkel overgedragen. Een afspraak bij hem thuis ging niet door, omdat ze haar enkel had verzwikt. ’s Middags bij de notaris had Gerard een bodyguard bij zich, maar helaas moet De Cock haar meedelen dat hij toch is vermoord.
De volgende morgen meldt Greetje zich nog eens bij de twee rechercheurs. Een buurvrouw heeft via een spionnetje gezien dat haar woning tijdens de beruchte week in de gaten werd gehouden door een goed geklede heer. Vledder krijgt desgevraagd te horen dat de logee van haar buurvrouw een twistgesprek had gevoerd voor zijn dood. De huizen zijn inderdaad gehorig. De Cock en Vledder besluiten Arendje nogmaals aan een strenger verhoor te onderwerpen. Bij haar thuis boven de winkel vinden ze Eric van Groesbeek geveld door een nekschot. Arendje zit in volle bewondering naar de dode te kijken van wie ze zielsveel zegt te hebben gehouden.
En wederom zet De Cock een valstrik op. Dick Vledder arresteert een man middels grof geweld en voortijdig, Herman Gorredijk. Bij hem thuis legt De Cock de moord in triplo uit. Dick Vledder heeft zijn Adelheid meegenomen en ook Appie Keizer en Fred Prins zijn van de partij. Herman Gorredijk ligt in het AMC met kneuzingen en pijnlijke ribben. Hij heeft de drie moorden bekend. Hij wilde de zaak van de buren en buurvrouw Arendje. Richard wilde na een week weer terug naar zijn vrouw en kreeg een nekschot. Gerard pakte Arendje haar winkel af en Eric was haar grote liefde. Gerard en Eric stonden hem dus ook in de weg. Als iedereen weer weg is vraagt mevrouw De Cock of die Eric echt betrokken was bij liquidaties. De Cock denkt dat het glanzende geruchtencircuit van Smalle Lowietje dit keer heeft misgetast.